# Шутова, Елизавета Александровна
Елизавета Александровна Шутова (6 октября 1905, Рыбницы, Ярославская губерния — 21 июля 1993, Ярославль) — передовик советского сельского хозяйства, доярка колхоза «Красный коллективист» Некрасовского района Ярославской области, Герой Социалистического Труда (1950).

## Биография
Родилась в 1905 году в селе Рыбницы Даниловского уезда Ярославской губернии (ныне — в Некрасовском районе, Ярославская область) в крестьянской семье.
С 1930 года колхозница колхоза «Красный коллективист». В этот же колхоз сдала свою корову «Золотую», с которой и пошло великое трудовое прошлое хозяйства и Героя Шутовой. Животноводы колхоза очень берегли племенное стадо, которое позволяло добиваться высоких результатов по надою молока. Ещё до начала войны Елизавета Александровна добилась 5000 надоя от каждой закреплённой коровы в год. В 1939 году была удостоена серебряной медали выставки достижений народного хозяйства.
По итогам работы в 1949 году ей удалось получить больше 5000 килограммов молока с содержанием 193 килограммов жира. Это были рекордные показатели для района и области.
«За достижение высоких показателей в животноводстве», указом Президиума Верховного Совета СССР от 6 сентября 1950 года Елизавете Александровне Шутовой было присвоено звание Героя Социалистического Труда с вручением ордена Ленина и медали «Серп и Молот».
Продолжала и дальше трудиться в сельском хозяйстве до выхода на заслуженный отдых.
Последние годы проживала у дочери в городе Ярославле. Умерла 21 июля 1993 года. Похоронена на сельском кладбище в родном селе Рыбницы.

## Награды
За трудовые успехи была удостоена:
- золотая звезда «Серп и Молот» (06.09.1950)
- два ордена Ленина (11.09.1949, 06.09.1950)
- Орден Трудового Красного Знамени (28.07.1948)
- другие медали.